# Грум-Гржимайло, Кондратий Иванович
Кондра́тий Ива́нович Грум-Гржима́йло (21 сентября 1794, Могилёв — 14 [28] сентября 1874, Царское Село) — доктор медицины, один из первых русских врачей-писателей.

## Биография
Учился в духовной семинарии, затем в гимназии. В 1817 году окончил Виленский университет со званием кандидата философии. В 1819 году получил звание лекаря, 10 октября 1825 года получил звание доктора медицины и хирургии.
Служил в Могилёве военным хирургом, участвовал в русско-турецкой войне и в подавлении польского восстания. После выхода в отставку занимался проблемами оспопрививания.
В 1833—1866 годах издавал первую в России медицинскую газету «Друг здравия» на средства, выделяемые правительством. Писал по самым разнообразным вопросам, издавал отдельные популярные книги по гигиене, имевшие довольно значительное распространение. В частности, автор книги «Добрые советы матери», содержавшей советы по распознаванию болезней у детей.
Написал три тома книги «Руководство к воспитанию, образованию и сохранению здоровья детей». В первом томе уделялось внимание гигиене беременной женщины, кормящих матерей и младенцев, во втором — проблемы детей дошкольного возраста, в третье — различные вопросы юношества. Известны его публикации: «Наставление по лечению детских болезней», справочник «Лекарства и средства, которые доступны для врачей», «Полное систематическое описание минеральных вод, лечебных грязей и купаний в Российской империи» (1855).